# Still Hungry
Albums de Twisted Sister
Love Is for Suckers
(1987) A Twisted Christmas
(2006)
Still Hungry est le sixième album musical du groupe Twisted Sister sorti en 2004.

## Liste des chansons
| No  | Titre                       | Durée |
| --- | --------------------------- | ----- |
| 1.  | Stay Hungry                 | 3:14  |
| 2.  | We're Not Gonna Take It     | 4:13  |
| 3.  | Burn in Hell                | 5:37  |
| 4.  | Horror-Teria: The Beginning | 8:42  |
| 5.  | I Wanna Rock                | 3:15  |
| 6.  | The Price                   | 4:08  |
| 7.  | Don't Let Me Down           | 4:45  |
| 8.  | The Beast                   | 3:25  |
| 9.  | S.M.F.                      | 3:28  |
| 10. | Never Say Never             | 2:19  |
| 11. | Blastin' Fast & Loud        | 3:00  |
| 12. | Come Back                   | 6:25  |
| 13. | Plastic Money               | 4:05  |
| 14. | You Know I Cry              | 4:21  |
| 15. | Rock 'n' Roll Saviors       | 5:04  |
| 16. | Heroes Are Hard to Find     | 5:00  |